# 最高情報責任者
最高情報責任者（さいこうじょうほうせきにんしゃ、アメリカ英語: chief information officer）とは、アメリカ合衆国内の法人などにおいて、情報や情報技術に関する上位の役員のことである。情報担当役員や英語の略称であるCIO（シー・アイ・オー）などとも呼ばれる。この他近年、CIOは“Chief Insights Officer”の略称として表されることもある。
経営戦略に沿った情報戦略やIT投資計画の策定などに責任を持つ。CIOは、情報システム部門の責任者とは独立して設置し、チェック機能を持たせることで情報の漏洩を防ぐことが望ましい。職務上の報告先は最高経営責任者（CEO）であることが多いが、最高財務責任者（CFO）に報告することもある。また、軍組織では指揮官に報告する。以前は設けられることが比較的少なかった役職であったが、情報社会の進展にともなって、企業のSaaS利用の普及率が向上し、クラウドコンピューティングなどの活用によるICT社会を迎えたので、積極的に設けられるようになった。

## キャリア
CIOに関連した明確な資格はないが、CIOを務めるうえでは、情報処理、情報科学、ソフトウェアエンジニアリングなどの知識が必要になる。経営に関する知識・理解やIT投資予算管理のノウハウ、経営幹部や他のメンバーとのコミュニケーション能力・リーダーシップなども必須である。 多くの候補者はMBAまたは経営学修士を保持している。 近年ではリーダーシップ能力、ビジネス洞察力、戦術的見地が技術的スキルより優先されている。CIOにとって今とてもありふれているのは組織のビジネスサイドから任命されることで、プロジェクトマネジメントスキルがある場合は顕著である。

## 日本での事例
日本で設けられている同等の役職としては、「情報担当取締役」や「情報担当理事」などがある。日本では政府CIO法が存在し、かかる政府CIO法の立法趣旨・制度設計・採用基準は各自治体・民間企業CIOに及ぶ。
民間企業では、個人情報保護法や頻発する情報漏洩事件への対処のみならず、平素から、「行政手続における特定の個人を識別するための番号の利用等に関する法律」に基づく企業における個人番号管理の責任者として機能する。会社法、金融商品取引法に準拠した内部統制を構築・運用するうえで中核的な役割を担うことになる。
日本企業では、財務担当役員や経営企画担当役員などが情報担当役員を兼ねるケースがあるが、大企業において高度なIT戦略を推進する専任のCIOは一般化している。情報システム部門でプログラマーやシステムエンジニアを務めた人物が昇格してCIOに就任するケースもある。日本では情報子会社問題に対する一時的な対策として、親会社のCIOが情報子会社の社長を兼任する体制を取るケースが多い。CIOを想定した国家資格には情報処理技術者試験（ITストラテジスト試験）がある。

### 日本政府の動向
日本の政府機関では、2000年の高度情報通信ネットワーク社会推進戦略本部（IT戦略本部）令によって、経済産業省や総務省など全中央府省が、情報化統括責任者（CIO）や情報化統括責任者補佐官（CIO補佐官）を設置。「各府省情報化統括責任者（CIO）連絡会議」が2002年11月から定期的に行われている。当時のCIOについての評価としては、“縦割りや、能力のばらつき等が課題” と指摘されるなど芳しくなかった。その後、政府中枢を震撼させる警視庁国際テロ捜査情報流出事件が発生したことを受け、再発防止のための情報保全体制の確立が喫緊の課題となった。そこで、政府における情報保全に関する検討委員会が発足した。これをうけ、内閣法改正をすることで政府CIOに法的上の根拠を明文で与えることにつき、与野党の政策合意がなされ、“政府CIOの設置に合わせ、全体政策を見る政府CIO補佐官を設置” された。2012年8月には、初代の政府情報化統括責任者にリコージャパン前会長の遠藤紘一を任命した。2013年5月31日には、内閣法が改正され内閣官房に内閣情報通信政策監が設置され、政府CIOに法律上の根拠が付与された。同年6月4日、初代内閣情報通信政策監に遠藤紘一が任命された。上記の制度設計を政府CIO補佐官のプール制と呼称し、“内閣官房で政府CIO補佐官の一元的な採用・管理を導入。府省全体や各府省におけるIT導入やITガバナンスの強化を支援”することとなった。2015年9月15日現在、総括担当11人（うち、期間業務職員5人）、府省担当19人となっている。2016年3月が政府CIO及びCIO補佐官の契約更新期であることから、反省点を発展的に解消すべく、2016年以降の政府CIO及びCIO補佐官の採用基準が厳格に示されることとなった。また、2016年からは待遇面での向上及び理工系の技術者を前提とした採用人数増加（35名程度、うちA型5名程度、B型30名程度、IT総合戦略室担当は10名程度、府省担当は25名程度）となっている。

### 政府情報システムの整備及び管理について

#### 標準ガイドライン
2014年（平成26年）12月3日、政府情報システムの整備及び管理に関する標準ガイドラインが各府省情報化統括責任者（CIO）連絡会議において決定した。標準ガイドラインは、平成27年4月より正式に運用開始された。
近年、地方自治体である都道府県・市町村も、CIOやCIO補佐官を設置している場合があり、担当官らにより都道府県CIOフォーラムが結成されている。
学校教育現場でも、教育の情報化を推進するため、学校区レベルで責任をもつ教育CIO、各学校レベルで責任を持つ学校CIOの設置も進められている。

### 民間企業について
民間企業における業務に関して、SaaS利用の普及、会計ソフトウェアにおけるクラウド型会計ソフトウェアへの切り替えが進む中、CIOが主導的に自社内の情報工学に基づくシステムを構築をすることが求められている。